# Julien Fivaz
Julien Fivaz (ur. 9 stycznia 1979 w La Chaux-de-Fonds) – szwajcarski lekkoatleta specjalizujący się w skoku w dal.

## Osiągnięcia
- srebro Światowych Igrzysk Wojskowych (Hajdarabad 2007)
- 1. miejsce na I lidze Pucharu Europy (Stambuł 2008)
- 2. miejsce podczas I ligi Drużynowych Mistrzostw Europy (Bergen 2009)
- brązowy medal igrzysk frankofońskich (Bejrut 2009)
- wielokrotny mistrz Szwajcarii, zarówno na otwartym stadionie jak i w hali

W 2008 reprezentował Szwajcarię podczas igrzysk olimpijskich w Pekinie. 36. miejsce w eliminacjach nie dało mu awansu do finału.

## Rekordy życiowe
- skok w dal (stadion) – 8,27 (2003) rekord Szwajcarii
- skok o tyczce (hala) – 7,95 (2007)
- bieg na 100 m – 10,48 (2003)